# Partito Liberale Nazionalista
il Partito Liberale Nazionalista (in spagnolo: Partido Liberal Nacionalista, PLN), fino al 1928 conosciuto come Partito Liberale (in spagnolo: Partido Liberal, abbreviato PL), è stato un partito politico del Nicaragua, fondato nel 1893 da Josè Marìa Moncada.
Inizialmente un partito di sinistra,dopo il 1928 divenne sostenitore delle politiche di destra, come autoritarismo e liberismo, quando Anastasio Somoza García prese il potere nel 1936, il partito divenne in sintonia con gli Stati Uniti e gli altri caudillos dell'america latina come Rafael Trujillo, Juan Peròn, Oswaldo López Arellano e Fulgencio Batista.
Dal 1936 al 1979, l'ufficio di Presidente del Nicaragua fu tenuto da membri di tale partito, durante la prima fase della rivoluzione nicaraguense vinta dal FSLN, il partito fu sciolto dal nuovo governo, diversi membri del partito, corrotti, entrarono nel FSLN mentre i più lealisti somozisti entrarono nei ribelli Contras.
| Controllo di autorità | VIAF (EN) 134651141 · ISNI (EN) 0000 0001 2289 3557 · LCCN (EN) n84191834 |